# Kōsei Eguchi
Kōsei Eguchi (恵口公生, Eguchi Kōsei; 28 de juliol de 1997 – 19 d'agost de 2020), també conegut amb el pseudònim PEYO, va ser un mangaka japonès, conegut per la seva obra Boy meets Maria.
Va començar la seva carrera professional el 2017 amb la publicació del manga BL Boy meets Maria, una obra ambientada en un institut que tracta temes com la identitat sexual, la superació personal o l'encaix en la societat de manera natural. El manga el va signar utilitzant el pseudònim PEYO i primer es va publicar a la revista BL Anthology Canna de l'editorial Printemps Shuppan. Posteriorment, va ser recollida en un volum recopilatori per part de la mateixa editorial, tot i que es va fer a través France Shoin Inc. i del segell especialitzat en obres BL Canna Comics. Va ser posada a la venda el novembre de 2018.
Dos anys més tard de publicar-se aquesta obra va començar a treballar amb l'editorial Kodansha, amb la qual va iniciar la publicació periòdica d'un nou manga, canviant el gènere BL pel shonen, titulada Kimio Alive a la revista Monthly Shonen Magazine, posant com a protagonistes a nois i noies alumnes d'un institut de secundària, tenint com a protagonista un noi que persegueix els seus somnis a través de YouTube. L'anunci va ser publicat a la mateixa el 6 de setembre de 2019 i va començar la sèrie el 4 d'octubre del mateix any. En aquest cas l'autor va decidir desvelar i utilitzar el seu nom real. La publicació va tenir problemes a causa de l'esclat de la pandèmia per coronavirus, l'establiment de l'estat d'emergència al Japó i la manca de promoció a llibreries, va fer que Kodansha es plantegés la cancel·lació de l'obra després de posar a la venda el segon volum. El mateix dia que es va publicar aquest volum recopilatori, el mangaka va ser hospitalitzat d'urgència. Dos dies després es va anunciar la seva mort, succeïda el 19 d'agost de 2020, als 23 anys.